# 496 aC
El 496 aC va ser un any del calendari romà pre-julià. A l'Imperi Romà es coneixia com l'any del consolat de Tricost i Regil·lensis (o també any 258 ab urbe condita). La denominació 496 aC per a aquest any s'ha emprat des de l'edat mitjana, quan el calendari Anno Domini va ser el mètode prevalent a Europa per a anomenar els anys.

## Esdeveniments

### Grècia
- Xipre expulsa els perses i s'uneixen a la Revolta Jònica.[2]
- Hiparc, de la família dels pisistràtides, proper al tirà Hípies i capdavanter dels partidaris de la tirania, és elegit arcont d'Atenes.[3]

### República Romana
- Tit Virgini Tricost Celiomontà i Aulus Postumi Albus Regil·lense són elegits cònsols a Roma. Postumi Albus Regil·lensis va dimitir del seu càrrec perquè sospitava de Celiomontà.[4]
- L'antic rei etrusc de Roma, Tarquini el Superb, exiliat pels romans l'any 508 aC, i el seu aliat Porsenna, són derrotats per la nova República Romana en la batalla del Llac Regillus. Aquesta batalla s'ha situat també als anys 509 aC[5] 499 aC,[6] i al 496 aC,[7] entre d'altres.
- Els romans van adoptar el culte a Ceres aquell any, durant una terrible fam, a proposta del cònsol Aulus Postumi. Els llibres sibil·lins van aconsellar l'adopció d'aquest culte a imatge de Demèter, al costat de Core (Persèfone) i Iacus (possiblement Dionís).[8]

## Naixements
- Sòfocles, dramaturg grec (mort en el 406 aC).[9]

## Necrològiques
- Sunzi, filòsof militar xinès i autor de l'Art de la guerra (nascut en el 544 aC).[10]